# بارنسفيل (جورجيا)
بارنسفيل (بالإنجليزية: Barnesville, Georgia)‏ هي مدينة تقع في مقاطعة لامار، جورجيا بولاية جورجيا في الولايات المتحدة. تبلغ مساحة هذه المدينة 14.6 (كم²)، وترتفع عن سطح البحر 259 م، بلغ عدد سكانها 6755 نسمة في عام 2010 حسب إحصاء مكتب تعداد الولايات المتحدة.

## أعلام
- لويز سميث
- جو وارد

## وصلات خارجية
- Cities & Counties - Georgia.gov